# Edafosàurids
Els edafosàurids (Edaphosauridae) són una família extinta de sinàpsids eupelicosaures que visqueren a Europa i Nord-amèrica des del Carbonífer superior fins al Permià inferior, fa entre 272,3 i 303,7 milions d'anys. Se n'han trobat restes fòssils a Alemanya, els Estats Units i la República Txeca. Tenien una aparatosa cresta d'apòfisis vertebrals a l'esquena. La funció d'aquesta estructura presumiblement tenia a veure amb la termoregulació, encara que aquesta interpretació no acaba d'encaixar amb el fet que la gran majoria dels pelicosaures mancaven de cresta d'apòfisis vertebrals i hi ha qui situa la cresta en el context de la selecció sexual. Els edafosàurids presentaven adaptacions per a l'herbivorisme.